# Milan Chovanec
Pour les articles homonymes, voir Chovanec.
Milan Chovanec, né le 31 janvier 1970 à Pilsen, est un homme politique tchèque membre du Parti social-démocrate tchèque (ČSSD). Il est ministre de l'Intérieur entre 2014 et 2017.

## Biographie

### Engagement politique
Il adhère au ČSSD en 1997 et est élu au conseil municipal de Pilsen en 2002. En 2008, il entre au conseil régional et devient premier vice-gouverneur, chargé de l'Économie. À la suite de la démission de Milada Emmerová, il est investi gouverneur de la Région de Pilsen le 9 septembre 2010. Aux élections régionales de 2012, il remporte 24,9 % des voix mais conserve ses fonctions.
Élu à la Chambre des députés lors des élections législatives anticipées des 25 et 26 octobre 2013, il démissionne de son exécutif régional le 27 janvier 2014. Deux jours plus tard, il est nommé ministre de l'Intérieur.